# 横纹金蛛
橫紋金蛛（Argiope bruennichi）是分佈於歐洲中至北部、北非及亞洲部份的一種絲網蜘蛛。像其他金蛛屬的蜘蛛一樣，牠們的腹部有突顯的黑黃色斑紋。

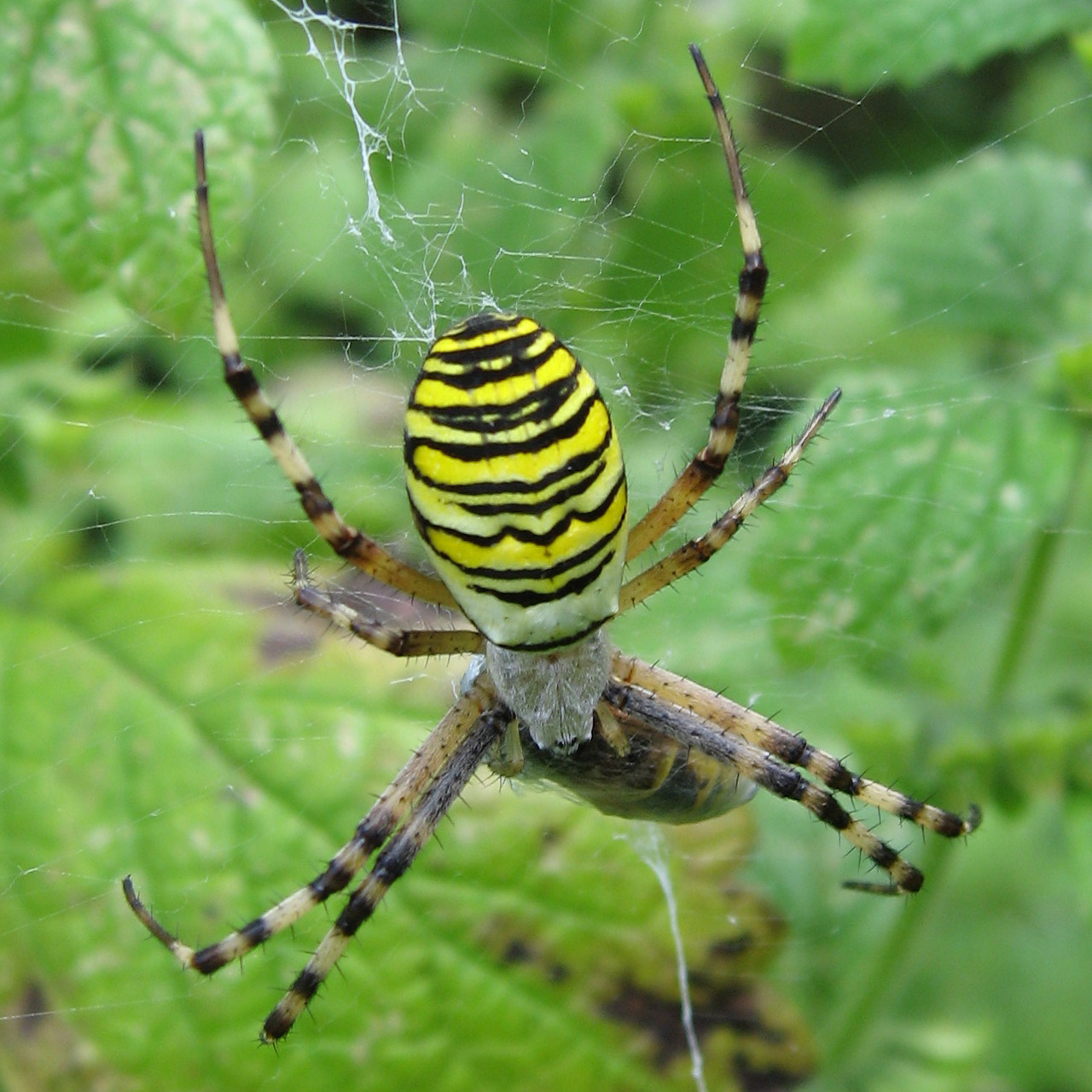

橫紋金蛛於清晨或黃昏時在長草堆中結網，每次差不多要花一小時才完成。網上明顯的三字形稱為「穩定絲帶」，位於蛛網的中央，其功能為製造反光誘惑具有趨光性的昆蟲。
當獵物被蛛網所捕捉後，橫紋金蛛會快速的以蛛絲將牠包裹。在咬下時會注入令獵物痲瘋的毒素及蛋白質溶解酶。
雄性橫紋金蛛比雌性的細小，牠們很多時會待在雌蛛的網中或附近，等待她完成最後的脫殼及達至性成熟。此時雌蛛的鋏角會有一陣子柔軟，雄蛛可以與不被雌蛛咬倒的情況下交配。